# Бої у Сдероті
Бої у Сдероті (івр. קרב שדרות араб. معركة سديروت) розпочалась 7  жовтня 2023 року, коли Хамас розпочав широкомасштабну атаку на південь Ізраїлю. Ізраїльське місто Сдерот (івр. שְׂדֵרוֹת), розташоване поблизу кордону між Ізраїлем і сектором Газа, часто було об'єктом ракетних атак і вторгнень під час конфлікту між Газою та Ізраїлем, хоча Ізраїль й повернув контроль над містом, терористи й надалі продовжують свої напади на Сдерот.

## Хронологія
7 жовтня 2023 року терористи ХАМАС із Сектору Гази увійшли в місто та вступили в перестрілку з підрозділами місцевої поліції та цивільними особами. Багато мирних жителів були вбиті на вулицях і в будинках під час раптового нападу.
Зрештою нападники здолали гарнізон у місцевій поліцейській дільниці та зайняли його, убивши близько 30 осіб (включно з поліцейськими та цивільними особами). Після прибуття підкріплення ЦАХАЛ, з Силами Спеціальних Операцій Ізраїлю, оточили поліцейську дільницю та відновили контроль над нею, убивши щонайменше 10 бойовиків ХАМАС. Вогонь і бульдозери були використані, щоб зруйнувати поліцейську дільницю Сдерота та всіх озброєних осіб, які залишилися всередині.
Пізно ввечері 8 жовтня муніципалітет Сдерота оприлюднив імена Армії оборони Ізраїлю (ЦАХАЛ), ізраїльської поліції та пожежників, які загинули під час нападу.
Серед убитих бойовиками ХАМАСу був командир пожежної станції Кір'ят-Гат.

## Відновлення контролю над Сдеротом
До 8 жовтня ізраїльські війська відновили контроль над Сдеротом. Проте ізраїльські війська продовжували боротьбу з осередками терористів ХАМАС на півдні Ізраїлю, і періодично було чути стрілянину в Сдероті та інших місцях, де ізраїльські війська прочісували територію на предмет залишків бойовиків ХАМАСу. Влада наказала жителям Сдерота залишатися вдома після підозри на проникнення терористів в місто.